# Кунюв
Кунюв (пол. Kuniów, нім. Kuhnau) — село в Польщі, у гміні Ключборк Ключборського повіту Опольського воєводства.
Населення — 1095 осіб (2011).

## Демографія
Демографічна структура станом на 31 березня 2011 року:
|          | Загалом | Допрацездатний вік | Працездатний вік | Постпрацездатний вік |
| -------- | ------- | ------------------ | ---------------- | -------------------- |
| Чоловіки | 512     | 92                 | 354              | 66                   |
| Жінки    | 583     | 110                | 358              | 115                  |
| Разом    | 1095    | 202                | 712              | 181                  |